# Centrolepis
Centrolepis is een geslacht uit de familie Restionaceae. Het geslacht telt ongeveer vijfentwintig soorten die voorkomen in Australië, Nieuw-Zeeland, Nieuw-Guinea en in Zuidoost-Azië met het Chinese eiland Hainan als noordgrens van het verspreidingsgebied. 

## Soorten
- Centrolepis alepyroides (Nees) Walp.
- Centrolepis aristata (R.Br.) Roem. & Schult.
- Centrolepis banksii (R.Br.) Roem. & Schult.
- Centrolepis caespitosa D.A.Cooke -
- Centrolepis cambodiana Hance
- Centrolepis cephaloformis Reader
- Centrolepis ciliata (Hook.f.) Druce
- Centrolepis curta D.A.Cooke
- Centrolepis drummondiana (Nees) Walp
- Centrolepis eremica D.A.Cooke -
- Centrolepis exserta (R.Br.) Roem. & Schult.
- Centrolepis fascicularis Labill.
- Centrolepis glabra (F.Muell. ex Sond.) Hieron.
- Centrolepis humillima F.Muell. ex Benth.
- Centrolepis inconspicua W.Fitzg.
- Centrolepis milleri M.D.Barrett & D.D.Sokoloff
- Centrolepis monogyna (Hook.f.) Benth.
- Centrolepis muscoides (Hook.f.) Hieron.
- Centrolepis mutica (R.Br.) Hieron.
- Centrolepis pallida (Hook.f.) Cheeseman
- Centrolepis pedderensis W.M.Curtis
- Centrolepis philippinensis Merr.
- Centrolepis pilosa Hieron.
- Centrolepis polygyna (R.Br.) Hieron.
- Centrolepis racemosa D.D.Sokoloff & Remizowa
- Centrolepis strigosa (R.Br.) Roem. & Schult.